# Gillertjärnen (Bergs socken, Jämtland)
Gillertjärnen är en sjö i Bergs kommun i Jämtland och ingår i Ljungans huvudavrinningsområde.